# Smerek (potok)
Smerek – potok, lewobrzeżny dopływ Wetliny o długości 9,57 km.
Potok płynie w Bieszczadach Zachodnich. Jego początek znajduje się na południowo-wschodnim stoku Okrąglika, na wysokości ok. 970 m n.p.m. Płynie na wschód doliną od południa ograniczoną bocznymi grzbietami pasma granicznego, odbiegającymi z Płaszy, Paportnej oraz stokami Szczawnika, natomiast od północy – grzbietem Fereczatej. Przyjmuje tu kilka dopływów, z których ważniejsze to prawobrzeżne: Płaszyniw, Chomów, Flader, Rybnik, za ujściem którego, na terenie dawnej miejscowości Beskid, zatacza łuk w lewo i kieruje się ku północy. Dolina od tego miejsca od wschodu ograniczona jest masywem Jawornika. Następnie rozszerza się ona, z lewej strony uchodzi największy lewy dopływ Fereczat, a następnie potok wpływa do wsi Smerek, gdzie uchodzi do Wetliny na wysokości 592 m.